# Стрелиция ситниковая
Стрели́ция си́тниковая (лат. Strelitzia juncea) — многолетнее травянистое растение, вид рода Стрелиция (лат. Strelitzia) семейства Стрелициевые (лат. Strelitziaceae). 

## Название
Ботаническое родовое название дано в честь принцессы Шарлотты Мекленбург-Стрелицкой, супруги британского короля Георга III, патронессы Королевских ботанических садов Кью. В нем сохранено исходное немецкое написание Strelitzia, но русскоязычное произношение является искаженным вариантом — по правилам немецкого языка оно читается как «Штрелиц», что отражено, например, в названии района Мекленбург-Штрелиц и города Нойштрелиц, находящихся на месте бывшего герцогства Мекленбург-Стрелиц. 
Видовое название juncea дано за сходство тонких цилиндрических листьев с растениями рода Ситник (Juncus), что является уникальным признаком вида в отличие от других, имеющих широкие листовые пластины и напоминающие внешним видом листья банана.
Среди бытовых названий наиболее популярным является "узколистная райская птица" (англ. narrow-leafed bird-of-paradise). В русском языке общеупотребимо ботаническое название.

## Ботаническое описание

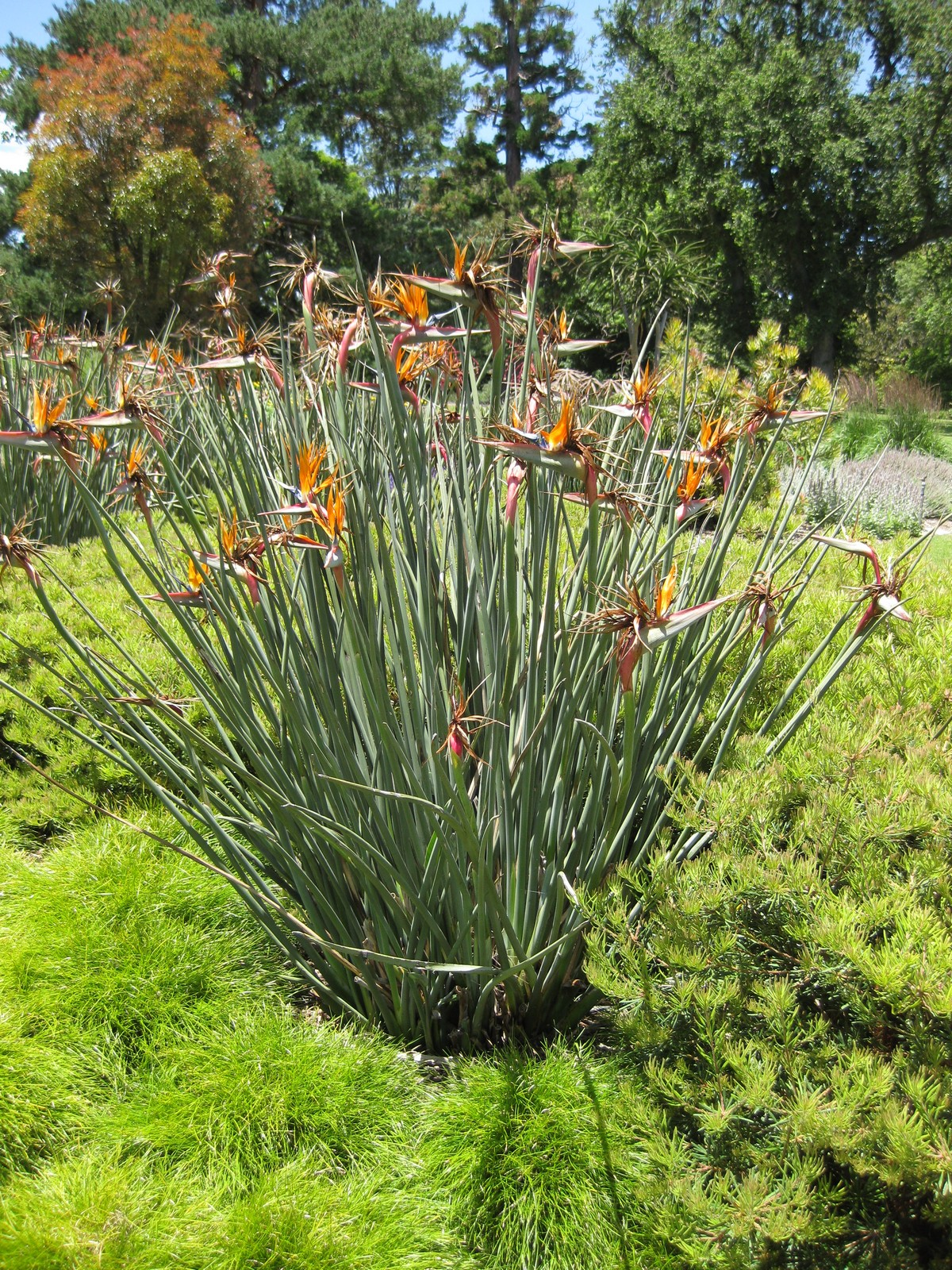
Общий вид растения стрелиции ситниковой

Листья стрелиции ситниковой

Соцветия стрелиции ситниковой

Многолетнее вечнозеленое травянистое растение высотой до 2 метров, стебель отсутствует, листья собраны в прикорневые розетки, которые образуют плотные группы диаметром до 2 метров. Растения не формируют корневые отпрыски, вместо этого с возрастом каждая розетка делится надвое между центральными листьями. 
Корневища мясистые, пальцевидные.
Листья цилиндрические, без листовой пластинки. Расположены супротивно в два ряда в одной плоскости, образуя розетку-веер. 
Цветонос длиной до 70 см., несколько ниже верхушек листьев, в отличие от стрелиции королевской, у которой они возвышаются над листьями. Соцветие из 4-6 бутонов, заключенных в крупный прицветник-покрывало в форме веретена или "клюва" длиной 15-20 см., растущий перпендикулярно цветоносу. Окраска прицветника - зеленая с красной каймой.
Цветки появляются из прицветника и раскрываются обычно по одному. Чашелистики около 12 см. длиной, желто-оранжевой окраски, в центре покрыты волосками. Лепестки ярко-голубые, два крайних сросшиеся, образуют капсулу в форме наконечника стрелы длиной около 6 см., в которую заключены тычинки, третий редуцирован до нектарника. При роспуске выделяется слизистая субстанция, привлекающая опылителей. Каждый цветок держится раскрытым около недели.    
Пестик несколько короче чашелистиков, доли рыльца нитевидные.
Плод - твердая одревесневающая трехкамерная коробочка, раскрывающаяся с верхушки по средним линиям стенок камер.
Семена черные с ярким оранжевым ворсистым присемянником.
Количество хромосом 2n = 14.
В настоящее время ученые рассматривают две версии эволюционного появления вида. Первая предполагает что стрелиция ситниковая является географически изолированным потомком стрелиции королевской, которая приобрела морфологические черты более соответствующие засушливому и холодному ареалу произрастания (напр. редуцированная листовая пластинка). Другая основывается на том, что эти два вида образуют монофилическую группу, т.е. равнозначны и произошли от одного общего предка. Изначально стрелиция ситниковая была описана в качестве самостоятельного вида Генрихом Линком в 1821 году. Позднее, в 1970г. Мур и Хюпие предложили понизить таксономический статус до культивара с. королевской. Однако, пятью годами позже Ван де Вентер обнаружил генетически обусловленные различия в развитии сеянцев с. королевской и с. ситниковой, что подтвердило первоначальную позицию и закрепилось в современной классификации. Тем не менее, данный подход поддерживается не всеми современными ботаниками.  

## Распространение и экология
Естественный ареал распространения стрелиции ситниковой очень ограничен, насчитывается порядка шести популяций в Восточно-Капской провинции ЮАР около Эйтенхахе, Патенси и к северу от Порт-Элизабет, из которых только одна существенная. Местами произрастания являются засушливые области, где растение соседствует с молочаями, котиледонами и пеларгониями, приспособленными к существованию при очень ограниченном количестве влаги. Данный вид является самым холодостойким среди стрелиций и выдерживает разовые понижения температуры до отрицательных значений, по некоторым данным, до -5°C.  В Красной книге южноафриканских растений вид имеет статус Vulnerable B (находящийся в уязвимом положении и приближающийся к порогу уничтожения, несмотря на существующие популяции).
В природе цветение продолжается с мая по октябрь, когда в Южном полушарии более прохладные и влажные "зимний" и "весенний" сезоны. Зацветают взрослые экземпляры в 3-4 летнем возрасте.
Опылителями считаются пчёлы и небольшие птицы, хотя участие последних в опылении растений до сих пор является предметом дискуссии ученых - по некоторым наблюдениям они с удовольствием употребляют в пищу выделяемый растениями нектар, но не затрагивают специфический механизм высвобождения пыльцы из сросшихся голубых лепестков. По всей видимости, речь идет о различиях в зависимости от родовой принадлежности птиц. Представители семейства ткачиковых фактически участвуют в опылении - опускаясь на прицветник, они опираются на голубые лепестки, раскрывая капсулу и контактируя с тычинками и пестиком. А нектарницы являются "расхитителями" нектара, садясь на растение таким образом, что контакта с пыльцой не возникает.
В местах, где одновременно встречаются стрелиция ситниковая и стрелиция королевская (провинция Хумансдорп), эти два вида легко скрещиваются и образуют природные гибриды.

## Применение

### Применение в садоводстве
В тропических и субтропических регионах, где температура в холодный сезон не опускается существенно ниже 0°C (USDA-зоны 9-12), стрелиция ситниковая используется в ландшафтном дизайне и для оформления цветников при создании миксбордеров и робаток, как растение заднего плана, в качестве солитера и в массовых посадках, также высаживается в виде живой изгороди.
Растения неприхотливые, устойчивые к неблагоприятным погодным условиям, в т.ч. переносят засуху и жару, практически не поражаются болезнями и вредителями. При посадке предпочитают солнечные места, но выдерживают небольшое затенение. Оптимальные условия для выращивания — хорошо дренированные почвы, умеренный полив в период активной вегетации, регулярные подкормки. Однако, растения весьма толерантны и достаточно хорошо растут практически на любых почвах с различной кислотностью (от кислой до слегка щелочной), взрослые экземпляры легко переносят недостаток влаги в почве, тогда как её избыток может быть губительным.

### Применение во флористике
Соцветия стрелиции ситниковой с яркими экзотической формы цветками представляют собой ценный и популярный материал для букетов, декорирования помещений и других видов флористических работ. В аранжировках также используют плотные цилиндрические листья.

## Классификация

### Таксономическое положение
|  |                                |  |                                                  |                                                  |                        |  | еще 7 семейств в порядке Имбирецветные (APG IV, 2016) | еще 7 семейств в порядке Имбирецветные (APG IV, 2016) |                                                    |  |  |  | еще 4 вида в роде Стрелиция (APG IV, 2016) |
|  |                                |  |                                                  |                                                  |                        |  | еще 7 семейств в порядке Имбирецветные (APG IV, 2016) | еще 7 семейств в порядке Имбирецветные (APG IV, 2016) |                                                    |  |  |  | еще 4 вида в роде Стрелиция (APG IV, 2016) |
|  |                                |  |                                                  | порядок Имбирецветные                            |                        |  |                                                       |                                                       | род Стрелиция                                      |  |  |  |                                            |
|  |                                |  |                                                  | порядок Имбирецветные                            |                        |  |                                                       |                                                       | род Стрелиция                                      |  |  |  |                                            |
|  | отдел Цветковые (APG IV, 2016) |  |                                                  |                                                  | семейство Стрелициевые |  |                                                       |                                                       | вид Стрелиция ситниковая                           |  |  |  |                                            |
|  | отдел Цветковые (APG IV, 2016) |  |                                                  |                                                  | семейство Стрелициевые |  |                                                       |                                                       |                                                    |  |  |  |                                            |
|  |                                |  | ещё 63 порядка цветковых растений (APG IV, 2016) | ещё 63 порядка цветковых растений (APG IV, 2016) |                        |  |                                                       | еще 2 рода в семействе Стрелициевые (APG IV, 2016)    | еще 2 рода в семействе Стрелициевые (APG IV, 2016) |  |  |  |                                            |
|  |                                |  |                                                  | ещё 63 порядка цветковых растений (APG IV, 2016) |                        |  |                                                       |                                                       | еще 2 рода в семействе Стрелициевые (APG IV, 2016) |  |  |  |                                            |

### Сорта и гибриды
Сведения о культивируемых сортах и гибридах стрелиции ситниковой отсутствуют.